# Vlekkeellijster
De vlekkeellijster (Modulatrix stictigula) is een zangvogel uit de familie Arcanatoridae (vlekkeellijsters).

## Verspreiding en leefgebied
Deze soort telt 2 ondersoorten:
- M. s. pressa: oostelijk en zuidelijk Tanzania en noordelijk Malawi.
- M. s. stictigula: noordoostelijk Tanzania.